# Rætebøl
Rætebøl er navnet på en landsby beliggende mellem Brabrand, True og Årslev. Ifølge skriftlige kilder skulle der i middelalderen have ligget en landsby med det navn, men den forsvandt – måske som følge af pesten – midt i 1300-tallet. I mange år lå området hen som almindelig landbrugsjord, men i 1843 oprettedes True Vandmølle i området, og i 1860'erne begyndte man at grave efter ler til tegl, og fra 1872 var storkøbmanden Hans Broge medejer af teglværket. Omkring 1909 blev dele af området udstykket til de husmandssteder, der nu i det væsentlige udgør de nuværende ejendomme. 
I 1948 blev navnet Rætebøl genoplivet på initiativ af August F. Schmidt. Navnet består af de to dele ræte og bøl. Hvor bøl er en almindelig endelse på navne for mindre bebyggelser, er der uklarhed om betydningen af ræte. Ordet optræder på enkelte runestene, f.eks. Glavendrup-stenen på Fyn, hvor der bl.a. står Til en ræte vorde den, som skader denne sten eller drager den efter en anden. 
Så det er helt sikkert ikke noget positivt at være en ræte, og formodentlig har beboerne i det oprindelige Rætebøl været udskud – ræter – fra de omgivende landsbyer. Rætebøl hører ikke hjemme noget sted; det er således karakteristisk at mange skel går gennem byen; f.eks. gik en del af landsbyens skolebørn i gamle dage i skole i True, mens andre skulle til Årslev.
|  | Denne artikel om lokaliteten Rætebøl kan blive bedre, hvis der indsættes et (bedre) billede. Du kan hjælpe ved at afsøge Wikimedia Commons for et passende billede eller lægge et op på Wikimedia Commons med en af de tilladte licenser og indsætte det i artiklen. |

56°09′52″N 10°04′50″Ø / 56.16444°N 10.08056°Ø